# Trzcianka
Trzcianka (udtale: [ˈtʂt͡ɕaŋka]; tysk: Schönlanke) er en by i den nordlige del af  voivodskabet Storpolen i  den vestlige centrale del af Polen. Byen   har 16.831(2021) indbyggere og et areal på 18,25 km², og er administrationsby i  powiatet Czarnków-Trzcianka. Trzcianka ligger ved floden Trzcianka, og søerne Sarcze, Okunie og Długie ligger i byens område.

## Historie
Bosættelsen, som oprindeligt hed Rozdróżka, blev sandsynligvis grundlagt i det 13. århundrede. Den lå på en handelsrute (en), som forbinder Poznań og Kołobrzeg.  Rozdróżka blev nævnt i et dokument fra 1245, da hertug Boleslaus 5. gav landet i Noteć floddalen sammen med tre landsbyer (Biała, Gulcz og Rozdróżka)  til en polsk adelsmand ved navn Sędziwój af Czarnków. Det nye navn på disse tre kombinerede landsbyer var Trzciana Łąka, som det dukkede op for første gang i 1565, og det blev efterfølgende ændret til Trzcianka i det 17. århundrede. 
Trzciana Łąka var en privat landsby for polsk adel, administrativt beliggende i Poznań-powiat i Poznań-voivodskabet i Storpolen i Kongeriget Polens krone, og i det 17. århundrede blev det en bosættelse af vævere og klædefabrikanter. Den var ejet af Gembicki-familien, takket være hvem den udviklede sig, og i 1679 omtalte Andrzej Gembicki den som en by. I 1671 udstedte den polske konge Michael Wisniowiecki  et privilegium, som etablerede nye årlige messer i Trzcianka. Den fik byrettigheder af kong August 2. den Stærke i 1731. I midten af 1700-tallet var det ejet af stormanden Stanisław Poniatowski, far til den sidste polske konge Stanislav August Poniatovski. I det 18. århundrede var Trzcianka et af de førende tøjfremstillingscentre i Storpolen, men efter slutningen af det 18. århundredes delinger af Polen og annekteringen af byen af Kongeriget Preussen i 1772 brød den lokale økonomi sammen.
I 1807 blev byen genvundet af polakker og inkluderet i det kortvarige Hertugdømmet Warszawa. I 1815 blev det atter annekteret af Preussen, og fra 1871 var det også en del af Tyskland og var kendt som Schönlanke.

## Galleri
- Søen Długie
- Stranden ved Sarcze søen
- Indkøbscenter
- Art Nouveau Pædagogisk Bibliotek